# Agglomération d'Irkoutsk
L'agglomération d'Irkoutsk (en russe : Иркутская агломерация, Irkoutskaïa aglomeratsiïa), aussi nommé Grand Irkoutsk (en russe : Большой Иркутск, Bolchoï Irkoutsk), est le terme utilisé pour décrire l’aire urbaine d'Irkoutsk et les villes et raïon entourant la ville. Le terme n'a ni base juridique ni organisation administrative à l'heure actuelle. Le Grand Irkoutsk comptait au recensement de 2021 1 012 077 habitants.
Le Grand Irkoutsk regroupe :
- La ville d'Irkoutsk qui est sous la juridiction de sa mairie ;
- les villes périphériques de Chelekhov et d'Angarsk, auxquelles est parfois rajoutée la ville d'Oussolie-Sibirskoïe, qui disposent chacune de leur mairie avec leur assemblée locale élue. Ils sont les centres administratifs des raïons du même nom, sans toutefois en faire partie ;
- certaines parties des raïons d'Irkoutsk, de Chelekhov, d'Angarsk, et parfois d'Oussolie-Sibirskoie. Les zones incluses sont celles situées proches de leur ville. Chaque raïon possède sa propre assemblée locale avec son propre chef de l'administration.

Le terme apparaît pour la première fois au début des années 2000, en 2005, lorsque des discussions ont été entamées pour regrouper administrativement les villes et les localités proches, sans toutefois dissoudre leurs gouvernements locaux, mimant les métropoles françaises. Ce projet avorta entre 2005 et 2008, avec les conflits répétés entre l'Assemblée législative régionale et le gouverneur d'alors Alexandre Tichanine (ru), qui ce dernier finira par démissionner. Depuis 2016, un nouveau projet similaire au premier est en discussion, et un projet de loi fédéral est actuellement en discussion pour permettre la création de métropoles en Russie. Mais il reste à l'heure actuel qu'un terme géographique.

## Historique

### Premier projet

#### Prémices puis Conception
Jusqu'au début du XXe siècle, Irkoutsk et les villes les plus proches étaient des colonies dispersées, sans réelle interaction. Irkoutsk a été fondée en 1661, Oussolie-Sibirskoïe en 1669 et Tcheremkhovo en 1772. L'interaction a réellement commencé à la fin du XIXe siècle, lorsque le Transsibérien est apparu, faisant augmenter l'économique et développer rapidement l'industrie. Pendant la période soviétique, l'économie s'est drastiquement développée, et Angarsk a vu le jour en 1951, tandis que Chelekhov a été fondé en 1962.
Les premières tentatives d'unification des villes de la région de l'Angara ont été faites dans les années 1970, mais elles furent rien de plus que des discussions. Pendant les années 1980, Angarsk avait besoin d'espaces pour des logements, et le comité exécutif régional lui proposa alors un site entre Irkoutsk et Angarsk. Par la même occasion, les deux villes plus le nouveau projet serait fusionné en une seule entité. Mais avec la crise économique suivant la dislocation de l'URSS, le projet fut oublié.
La majeure partie de la population est concentrée dans les deux plus grandes villes de l'agglomération ; Irkoutsk et Angarsk, la première étant de loin la plus peuplée. Après une baisse importante au début des années 1990, la population s'est stabilisée. Environ 40% de la population de l'oblast d'Irkoutsk et plus de 50% de sa population urbaine vivent sur le territoire de l'agglomération.
Lors de la création du projet de 2006, trois options de combinaison possibles ont été créées:
1. Irkoutsk, Angarsk, Chelekhov et 23 villages (dont Listvianka, qui est situé à 66 km d'Irkoutsk) sur une superficie de 71 000 km2 ;
2. Irkoutsk, Angarsk, Chelekhov et 19 villages sur une superficie de 3 100 km2 ;
3. Irkoutsk, Angarsk, Chelekhov et 15 villages sur une superficie de 1 000 km2[4].

La première option a été rejetée, trop grande, et ce fut la seconde qui avait été pris pour les discussions de 2005-2006. Parmi les villages inclus dans la seconde configuration se trouve Meguet (ru), Smolenchtchina (ru), Dzerjinsk (ru), Maksimovchtchina (ru), Mamony (ru), Markova, Baklachi (ru) et Molodiojni (ru).
Prérogatives de l'agglomération :
- Financer des projets visant à améliorer la connectivité des transports au sein d'agglomérations potentielles ou des projets visant à créer des communications à haut débit entre les grandes villes.
- Placement dans les limites des agglomérations de grands projets d'investissement conçus pour utiliser principalement les ressources humaines, les opportunités d'un marché du travail régional à grande échelle et dynamique.
- Création de nouveaux grands établissements d'enseignement d'importance fédérale et développement sur leur base de modules régionaux du système national d'innovation.
- Appui à la mise en œuvre de projets de développement intégré des territoires et de projets de modernisation de l'environnement urbain.
- Aménagement du territoire et placement des infrastructures.Immeubles à Chelekhov.

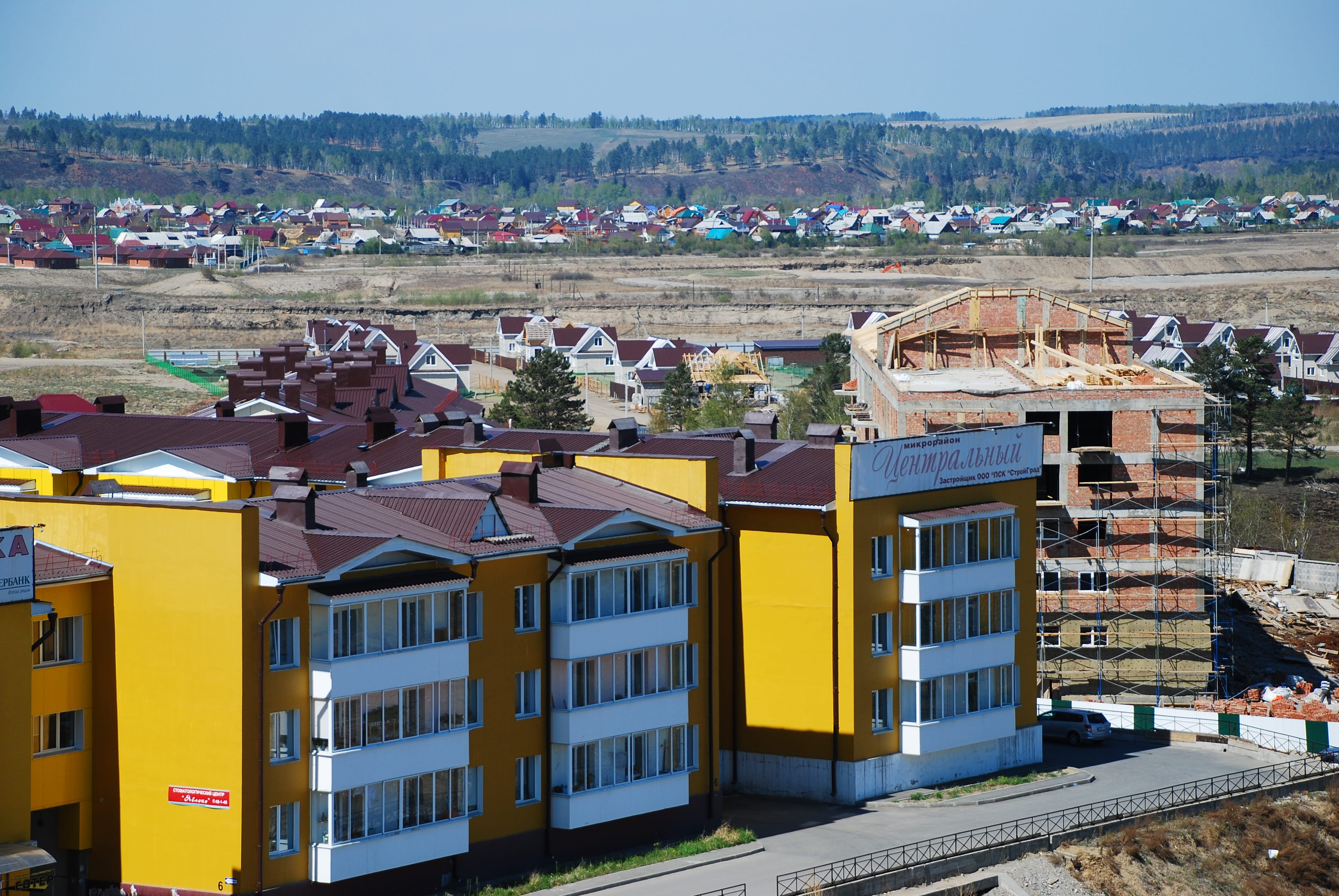
Immeubles à Chelekhov.

- Formation de plates-formes pour attirer les investissements et développer de nouvelles industries.
- Développement du marché du travail moderne (des services).
- La création d'un environnement institutionnel favorable au développement des processus d'agglomération, ainsi que l'introduction d'une procédure convenue pour la planification du développement des agglomérations faisant partie de l'agglomération, y compris la rationalisation du processus budgétaire, la stimulation de l'afflux d'investissements dans certains secteurs de l'économie.
- Marketing actif du territoire, visant à attirer les investissements, promouvoir les projets régionaux au niveau national et international.
- Mise en œuvre de projets de modernisation de l'environnement urbain, en le mettant en conformité avec les normes internationales pour le développement des grandes villes et agglomérations.

Le gouverneur était favorable à la création ; tout comme les administrations d'Angarsk et de Chelekhov. La mairie d'Irkoutsk, dirigée par Vladimir Viktorovitch Iakoubovski (ru), a tout simplement ignoré le projet, tandis que la Chambre publique de la région d'Irkoutsk et la majorité des députés de l'Assemblée législative se sont opposés à sa mise en œuvre.

#### Échec

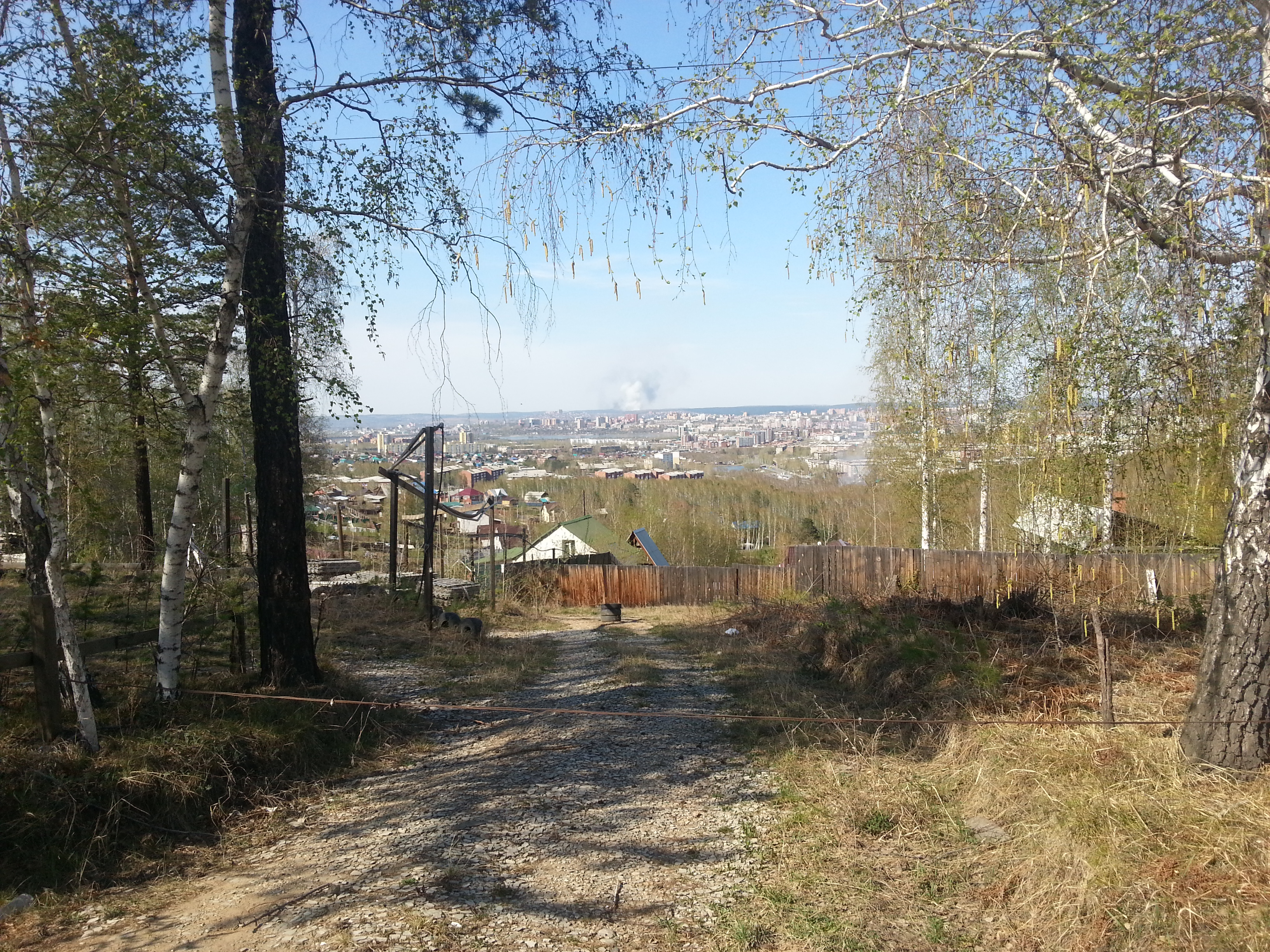
Vue depuis Izoumroudni.

Entre 2005 et 2008, l'oblast d'Irkoutsk fut le théâtre de conflits politiques entre l'Assemblée législative et le gouverneur de l'oblast Alexandre Tichanine (ru). Leurs oppositions se sont portées sur les budgets, les nominations, les relations avec le Kremlin. En conséquence, le projet d'agglomération n'arriva pas à faire son cheminement législatif jusque dans la douma de l'oblast. En 2008, le gouverneur démissionna, alors qu'une lettre de la moitié des parlementaires régionales avait été envoyée un mois plutôt à Vladimir Poutine afin que le gouverneur soit limogé,,. Mais le projet ne fut pas ressuscité.
Mais cependant, les conflits ne furent pas la seule raison de l'abandon, et surtout de pourquoi il n'a pas été remis à l'ordre du jour. Officiellement, le terme « agglomération » n'existe nulle part dans la législation russe. Ensuite, les organes d'autonomie locale ne voulaient pas partager leurs pouvoirs avec les autres municipalités. Pour les pouvoirs locaux, ils auraient préféré des accords de coopération comme à Ekaterinbourg, Tcheliabinsk ou Krasnoïarsk.
Il y a eu aussi du lobbying de la part du secteur privé pour empêcher la création de l'agglomération. Si une agglomération avec des pouvoirs venait à voir le jour, il n'y aurait plus qu'un schéma d'aménagement du territoire, et en conséquence, des terrains constructibles en plus, qui feraient baisser le prix de vente des logements. De plus, le secteur des matières premières et le secteur industriel étaient contre car cela favoriserait une modernisation de l'économie avec des services et des universités, contre leur mode de fonctionnement.

### Second projet
En 2016, de nouvelles discussions ont eu lieu, soutenues par l'architecte en chef de l'oblast, mais rien ne fut concrètement fait.
En novembre 2022, une réunion s'est tenue à la Douma municipale sur l'initiative d'unir la ville avec les municipalités adjacentes d'Ouchackova, de Markova, de Mamonova et de Ioujni. Cette initiative devrait être permise par un projet de loi sur l'autonomie locale en cours de discussion à la Douma. Pour Alexandre Kvasov, député de la douma municipale, le projet devrait permettre l'abolition des municipalités urbaines et rurales, seul le second niveau restera, les raïons et okrougs/villes. Il souhaite que les municipalités s'unissent au sein de l'okroug urbain d'Irkoutsk, l'entité municipale de la ville d'Irkoutsk.
Mais cependant, les chefs des municipalités d'Ouchackova, de Markova, et de Mamonova se sont prononcés contre (celui de Ioujni ne s'est pas exprimé), car les municipalités ne conserveraient pas de pouvoir vu qu'elles seraient dissoutes, contrairement au premier projet avorté.

## Population
Principales localités de l'aire urbaine
- Irkoutsk : 611 215 habitants (2023)
- Angarsk : 221 296 habitants (2021)
- Oussolie-Sibirskoïe : 74 762 habitants (2021)
- Chelekhov : 41 998 habitants (2021)
- Méguet : 8 605 habitants (2021)
- Mikhaïlovka : 7 489 habitants (2021)
- Markova : 36 971 habitants (2021)
- Smolenchtchina : 5 899 habitants (2021)
- Pivovarikha : 4 847 habitants (2021)

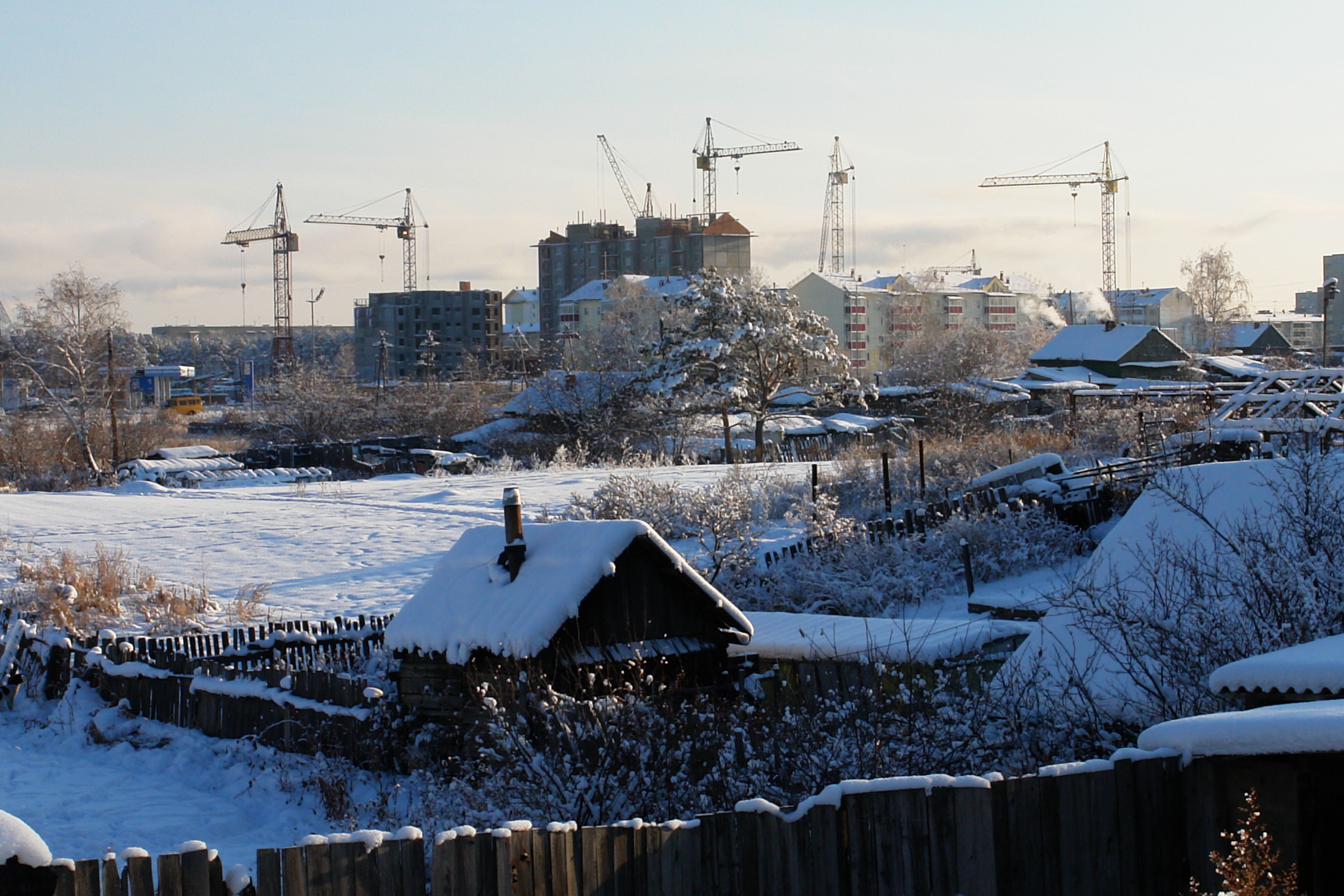
Construction d'immeubles à Angarsk.

La population totale est de 1 012 077 habitants,.

### Ouvrage
- (ru) NV Mkrtchyan, Крупный сибирский центр перед лицом депопуляции (на примере Иркутской агломерации) [« Un grand centre sibérien face au dépeuplement (sur l'exemple de l'agglomération d'Irkoutsk) »], "Regional Research" n°2 2008, p. 21-38,‎ 2008 (lire en ligne [PDF]).
- (ru) Sergueï Artobolevski, Sergueï Gradirovsky, Nikita Mkrtchyan, « Концепция Иркутской агломерации: полюса роста национального уровня (народонаселенческий аспект) » [« Le concept d'agglomération d'Irkoutsk : pôles de croissance au niveau national (aspect population) »], archipelag.ru,‎ inconnue (lire en ligne, consulté le 16 juillet 2023).
- (ru) КОНЦЕПЦИЯ РАЗВИТИЯ - ИРКУТСКОЙ АГЛОМЕРАЦИИ [« CONCEPT DE DÉVELOPPEMENT - AGGLOMÉRATION D'IRKOUTSK »],‎ 2007, 163 p. (lire en ligne).